# Oost-Aziatisch kampioenschap voetbal 2003
Het Oost-Aziatisch kampioenschap voetbal van 2003 was de vijfde editie van dit voetbaltoernooi voor nationale landenteams voor mannen in de regio Oost-Azië. Van 1990 tot en met 1998 werd het toernooi Dynasty Cup genoemd. Het werd georganiseerd door de in 2002 opgerichte Oost-Aziatische voetbalbond (EAFF, East Asian Football Federation).
Aan het toernooi konden de negen FIFA en AFC leden van de EAFF deelnemen. De drie sterkste landen, China, Japan en Zuid-Korea, werden direct tot de eindronde toegelaten. De overige zes landen dienden zich te plaatsen via een kwalificatietoernooi. Hieraan namen vijf landen deel, die streden om één plaats in de eindronde. Noord-Korea trok zich hier voor terug.

## Kwalificatie
Het kwalificatietoernooi werd van 22 februari tot en met 2 maart in Hongkong gespeeld. De eindronde stond oorspronkelijk van 28 mei tot en met 3 juni in Japan op het programma. Vanwege de SARS-uitbraak werd dit toernooi uitgesteld en van 4 tot en met 10 december gespeeld. De eerste zege werd door het Zuid-Korea behaald.
| Pos | Land           | Wed | Win | Gel | Ver | DV | DT | +/− | Pnt |
| --- | -------------- | --- | --- | --- | --- | -- | -- | --- | --- |
| 1.  | Hongkong       | 4   | 4   | 0   | 0   | 26 | 0  | +26 | 12  |
| 2.  | Chinees Taipei | 4   | 3   | 0   | 1   | 13 | 3  | +10 | 9   |
| 3.  | Macau          | 4   | 2   | 0   | 2   | 5  | 5  | 0   | 6   |
| 4.  | Mongolië       | 4   | 1   | 0   | 3   | 2  | 16 | −14 | 3   |
| 5.  | Guam           | 4   | 0   | 0   | 4   | 0  | 22 | −22 | 0   |

|                                                   |                                         |       |          |                                                                              |
| 22 februari 2003 «onderlinge duels» 13:30 (UTC+8) | Macau                                   | 2 – 0 | Mongolië | Hong Kong Stadium, Hongkong Toeschouwers: 6.055 Scheidsrechter: Chan Siu Kee |
| 22 februari 2003 «onderlinge duels» 13:30 (UTC+8) | Che Chi Man 34' (pen.) Chan Man Hei 82' |       |          | Hong Kong Stadium, Hongkong Toeschouwers: 6.055 Scheidsrechter: Chan Siu Kee |

|                                                   |                                   |       |                |                                                                                    |
| 22 februari 2003 «onderlinge duels» 16:00 (UTC+8) | Hongkong                          | 2 – 0 | Chinees Taipei | Hong Kong Stadium, Hongkong Toeschouwers: 6.055 Scheidsrechter: Kazuhiko Matsumura |
| 22 februari 2003 «onderlinge duels» 16:00 (UTC+8) | Kwok Yue Hung 77' Lee Wai Man 79' |       |                | Hong Kong Stadium, Hongkong Toeschouwers: 6.055 Scheidsrechter: Kazuhiko Matsumura |

|                                                   |                               |       |      |                                                                              |
| 24 februari 2003 «onderlinge duels» 13:30 (UTC+8) | Mongolië                      | 2 – 0 | Guam | Hong Kong Stadium, Hongkong Toeschouwers: 1.602 Scheidsrechter: Huang Junjie |
| 24 februari 2003 «onderlinge duels» 13:30 (UTC+8) | Tugsbayar 52' Lumbengarav 59' |       |      | Hong Kong Stadium, Hongkong Toeschouwers: 1.602 Scheidsrechter: Huang Junjie |

|                                                   |                                           |       |       |                                                                              |
| 24 februari 2003 «onderlinge duels» 16:00 (UTC+8) | Hongkong                                  | 3 – 0 | Macau | Hong Kong Stadium, Hongkong Toeschouwers: 1.602 Scheidsrechter: Park Sang-Gu |
| 24 februari 2003 «onderlinge duels» 16:00 (UTC+8) | Lee Kin Wo 46' (pen.) Au Wai Lun 59', 62' |       |       | Hong Kong Stadium, Hongkong Toeschouwers: 1.602 Scheidsrechter: Park Sang-Gu |

|                                                   |      |                          |       |                                                                              |
| 25 februari 2003 «onderlinge duels» 13:30 (UTC+8) | Guam | 0 – 2                    | Macau | Hong Kong Stadium, Hongkong Toeschouwers: 672 Scheidsrechter: Cheung Yim Yau |
| 25 februari 2003 «onderlinge duels» 13:30 (UTC+8) |      | 37', 77' Geofredo Cheung |       | Hong Kong Stadium, Hongkong Toeschouwers: 672 Scheidsrechter: Cheung Yim Yau |

|                                                   |                                                                        |       |          |                                                                            |
| 26 februari 2003 «onderlinge duels» 16:00 (UTC+8) | Chinees Taipei                                                         | 4 – 0 | Mongolië | Hong Kong Stadium, Hongkong Toeschouwers: 672 Scheidsrechter: Chan Siu Kee |
| 26 februari 2003 «onderlinge duels» 16:00 (UTC+8) | Huang Che-ming 26', 54' Chiang Shih-lu 71' Yang Cheng-hsing 90' (pen.) |       |          | Hong Kong Stadium, Hongkong Toeschouwers: 672 Scheidsrechter: Chan Siu Kee |

|                                                   |      |                                                                                      |                |                                                 |
| 28 februari 2003 «onderlinge duels» 13:30 (UTC+8) | Guam | 0 – 7                                                                                | Chinees Taipei | Hong Kong Stadium, Hongkong Toeschouwers: 1.814 |
| 28 februari 2003 «onderlinge duels» 13:30 (UTC+8) |      | 24', 34' Tu Chu-hsien 48', 54', 90' Sheu Sheau-bao 55' Hsu Jui-chen 64' Tu Ming-feng |                | Hong Kong Stadium, Hongkong Toeschouwers: 1.814 |

|                                                   | |        |          |                                                 |
| 28 februari 2003 «onderlinge duels» 16:00 (UTC+8) | Hongkong | 10 – 0 | Mongolië | Hong Kong Stadium, Hongkong Toeschouwers: 1.814 |
| 28 februari 2003 «onderlinge duels» 16:00 (UTC+8) | Au Wai Lun 6', 53' Yau Kin Wai 10' Chan Ho Man 12', 40', 42' Cheung Sai Ho 13', 26' (pen.), 90' Kwok Yue Hung 79' |        |          | Hong Kong Stadium, Hongkong Toeschouwers: 1.814 |

|                                               |                |       |                                  |                                                 |
| 2 maart 2003 «onderlinge duels» 13:30 (UTC+8) | Macau          | 1 – 2 | Chinees Taipei                   | Hong Kong Stadium, Hongkong Toeschouwers: 6.862 |
| 2 maart 2003 «onderlinge duels» 13:30 (UTC+8) | Hoi Man Io 35' |       | 43' Wu Chun-I 53' Huang Che-ming | Hong Kong Stadium, Hongkong Toeschouwers: 6.862 |

|                                               | |        |      |                                                                                    |
| 2 maart 2003 «onderlinge duels» 16:00 (UTC+8) | Hongkong | 11 – 0 | Guam | Hong Kong Stadium, Hongkong Toeschouwers: 6.862 Scheidsrechter: Huang Junjie (CHN) |
| 2 maart 2003 «onderlinge duels» 16:00 (UTC+8) | Lau Chi Keung 7', 35', 56' Au Wai Lun 8', 61', 86' (pen.) Chan Chi Hong 40' Poon Yiu Cheuk 42' Chan Ho Man 46', 58' Lee Wai Man 90' |        |      | Hong Kong Stadium, Hongkong Toeschouwers: 6.862 Scheidsrechter: Huang Junjie (CHN) |

## Eindronde
| Team       | WG | W | G | V | DV | DT | DS | Ptn. |
| ---------- | -- | - | - | - | -- | -- | -- | ---- |
| Zuid-Korea | 3  | 2 | 1 | 0 | 4  | 1  | +3 | 7    |
| Japan      | 3  | 2 | 1 | 0 | 3  | 0  | +3 | 7    |
| China      | 3  | 1 | 0 | 2 | 3  | 4  | –1 | 3    |
| Hongkong   | 3  | 0 | 0 | 3 | 2  | 7  | –5 | 0    |

|                                          |                       |         |                                                   |                                                                                             |
| 4 december 2003 «onderlinge duels» 16:30 | Hongkong              | 1 – 3   | Zuid-Korea                                        | Olympisch Stadion, Tokyo, Japan Toeschouwers: 14.895 Scheidsrechter: Jimmy M. R. Napitupulu |
| 4 december 2003 «onderlinge duels» 16:30 | Akandu 34' Akandu 40' | Verslag | 23' Kim Do-Heon 50' Kim Do-Hoon 57' Ahn Jung-hwan | Olympisch Stadion, Tokyo, Japan Toeschouwers: 14.895 Scheidsrechter: Jimmy M. R. Napitupulu |

|                                          |                                    |         |                                            |                                                                                         |
| 4 december 2003 «onderlinge duels» 19:15 | Japan                              | 2 – 0   | China                                      | Olympisch Stadion, Tokyo, Japan Toeschouwers: 41.742 Scheidsrechter: Santhan Nagalingam |
| 4 december 2003 «onderlinge duels» 19:15 | Kubo 4', 80' Nakazawa 10' Endo 40' | Verslag | 7' Zheng Zhi 34' Sun Jihai 65' Liu Jindong | Olympisch Stadion, Tokyo, Japan Toeschouwers: 41.742 Scheidsrechter: Santhan Nagalingam |

|                                          |                                                                           |         |                                       |                                                                                       |
| 7 december 2003 «onderlinge duels» 16:30 | Zuid-Korea                                                                | 1 – 0   | China                                 | Saitamastadion, Saitama, Japan Toeschouwers: 27.715 Scheidsrechter: Halim Abdul Hamid |
| 7 december 2003 «onderlinge duels» 16:30 | Ahn Jung-hwan 40' Choi Jin-Cheul 44' Yoo Sang-chul 45+1' Lee Eul-Yong 60' | Verslag | 28' Zheng Zhi 40' Zhou Ting 60' Li Yi | Saitamastadion, Saitama, Japan Toeschouwers: 27.715 Scheidsrechter: Halim Abdul Hamid |

|                                          |                          |         |                                                     |                                                                                     |
| 7 december 2003 «onderlinge duels» 19:16 | Japan                    | 1 – 0   | Hongkong                                            | Saitamastadion, Saitama, Japan Toeschouwers: 45.145 Scheidsrechter: Chalach Piromya |
| 7 december 2003 «onderlinge duels» 19:16 | Alex 37' (pen.) Kubo 58' | Verslag | 36' Fan Chun Yip 58' Man Pei Tak 63' Szeto Man Chun | Saitamastadion, Saitama, Japan Toeschouwers: 45.145 Scheidsrechter: Chalach Piromya |

|                                           |                                                             |         |                 | |
| 10 december 2003 «onderlinge duels» 16:28 | China                                                       | 3 – 1   | Hongkong        | International Stadion Yokohama, Kanagawa, Japan Toeschouwers: 17.400 Scheidsrechter: Chalach Piromya |
| 10 december 2003 «onderlinge duels» 16:28 | Zhao Xuri 20' Liu Jindong 21' Yang Chen 44' Zhou Haibin 87' | Verslag | 75' Lo Chi Kwan | International Stadion Yokohama, Kanagawa, Japan Toeschouwers: 17.400 Scheidsrechter: Chalach Piromya |

|                                           |                             |         |                                                         | |
| 10 december 2003 «onderlinge duels» 19:16 | Japan                       | 0 – 0   | Zuid-Korea                                              | International Stadion Yokohama, Kanagawa, Japan Toeschouwers: 62.633 Scheidsrechter: Santhan Nagalingam |
| 10 december 2003 «onderlinge duels» 19:16 | Okubo 15', 18' Motoyama 86' | Verslag | 14' Choi Jin-Cheul 41' Park Jae-hong 90+4' Kim Dong-jin | International Stadion Yokohama, Kanagawa, Japan Toeschouwers: 62.633 Scheidsrechter: Santhan Nagalingam |

| Oost-Aziatisch kampioenschap Winnaar 2003 |
| ----------------------------------------- |
| ZUID-KOREA 1ste titel                     |